# Последний ритуал
«Последний ритуал» (англ. Last Rites, известен также как «Причаще́ние», «Последние обряды») — американский триллер режиссёра и сценариста Дональда П. Беллисарио. Главную роль исполнил Том Беренджер.

## Сюжет
Отец Майкл — Нью-Йоркский священник, имеющий тесные связи с миром преступного синдиката, так как его отец главарь мафии. Брат священника, вор в законе, босс преступной группировки, погибает во время занятия любовью со своей любовницей Анджелой.
Преследуемая наёмниками, Анджела приходит к священнику за помощью. Они попадают в засаду, во время которой Майкл получает легкое ранение. Пэйс прячет Анджелу в своей церкви на какое-то время, но вскоре оба вынуждены пуститься в бега.
Священник узнает, что убийцы, присланные за ними, выполняют приказы его сестры, Зины, вдовы убитого босса мафии. Майкл влюбляется в Анджелу и предается её уязвимостью и обаянием. Во время полёта на родину девушки, в Мексику, у них возникает близость. Утром, днем позже, Пэйс обнаруживает, что Анджела исчезла.

## В ролях
- Том Беренджер — святой отец Майкл Пэйс
- Дафна Зунига — Анджела
- Эдриан Пол — Тони
- Чик Веннера — Назо
- Энн Тауми — Зина
- Дэйн Кларк — Дон Карло
- Пол Дули — отец Фредди
- Василий Ламбринос — Тио
- Дебора Прэтт — Робин Дуайер
- Тони ДиБэнедетто — лейтенант Джеричо